# Lestremia parvostylia
Lestremia parvostylia är en tvåvingeart som beskrevs av Jaschhof 1994. Lestremia parvostylia ingår i släktet Lestremia och familjen gallmyggor. Inga underarter finns listade i Catalogue of Life.